# Tegenaria parietina
Il ragno delle cantine, o ragno dell'imbuto (Tegenaria parietina (Fourcroy, 1785)), è un ragno appartenente alla famiglia Agelenidae.

## Nome
Il nome comune italiano di "ragno dell'imbuto" è dovuta alla peculiare forma della sua tela. In inglese viene chiamato Cardinal spider ("ragno del cardinale"), per via di una storia secondo cui questi ragni terrorizzavano il cardinale Wolsey a Hampton Court. Altri nomi inglesi sono funnel weaver ("tessitore di imbuti") e cobweb, che sono però condivisi con tutti gli Agelenidi.

## Descrizione

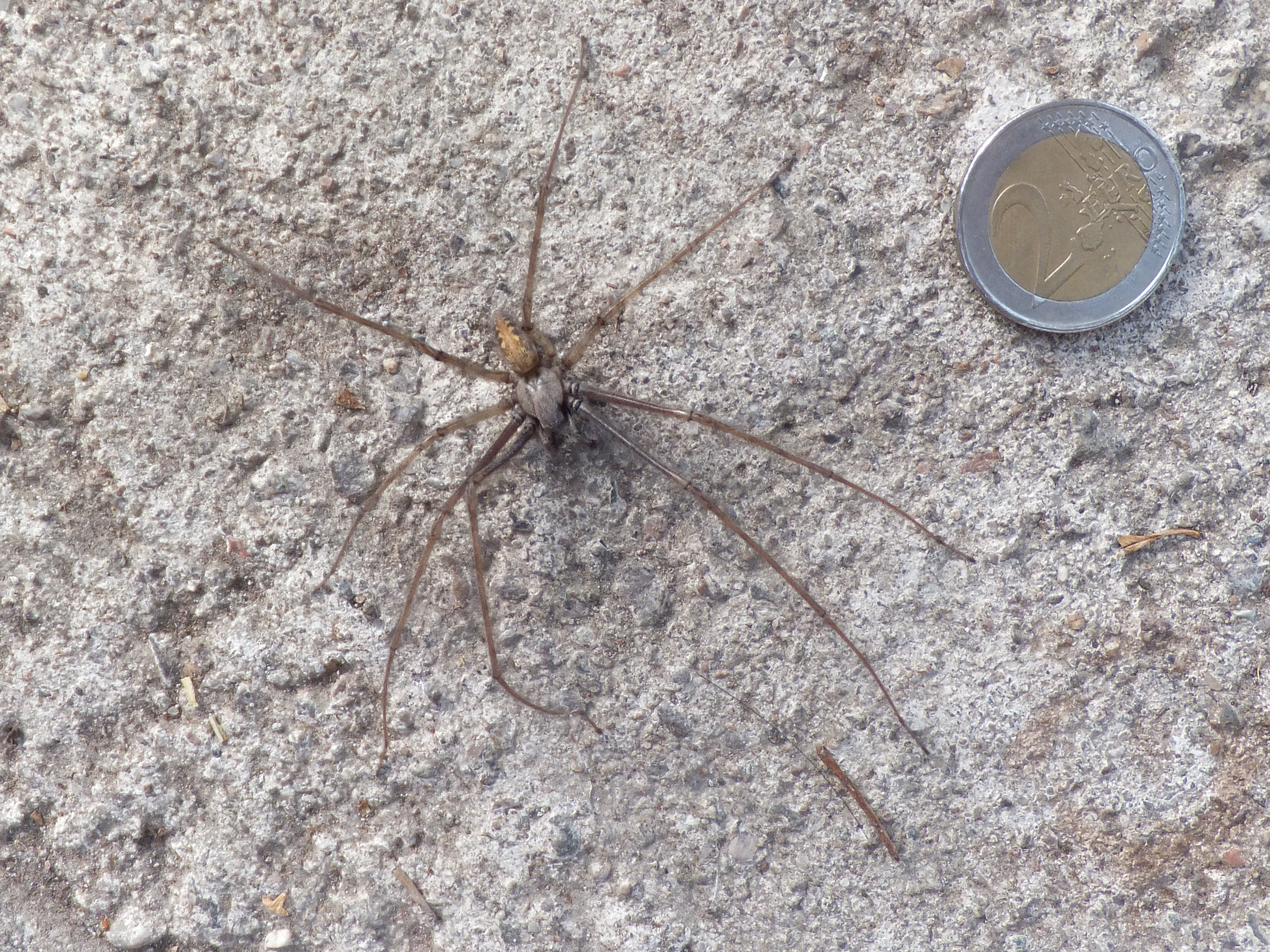
Tegenaria parietina (in foto un maschio) è uno dei ragni italiani più grossi e, per via delle dimensioni, viene da alcuni considerato una dei predatori notturni più spaventosi

La specie è caratterizzata da opistosoma tondeggiante, zampe lunghe e una leggera peluria su tutto il corpo; le filiere posteriori, come in tutti gli Agelenidi, sono biarticolate. Il maschio è leggermente più piccolo della femmina, ha zampe molto più lunghe e palpi più ingrossati, e costruisce una tela più ridotta. Il colore è marrone chiaro-grigio, con striature longitudinali sull'opistosoma e un motivo non ben distinguibile sul prosoma, mentre le zampe sono intervallate da bande più scure; lo sternum presenta una banda chiara affiancata da tre macchiette per lato.
Gli esemplari di questa specie sono grandi 1-2 mm alla nascita e crescono lentamente, ma sono piuttosto longevi, quindi possono diventare anche molto grandi; la dimensione massima del solo corpo sono 2 cm, mentre includendo le zampe si arriva, nei maschi, a quasi 10 cm.

### Comportamento
Costruisce una tela "a drappo", simile ad un lenzuolo, che si diparte solitamente da un anfratto della parete e può raggiungere dimensioni considerevoli; in un angolo della tela si trova un nido a imbuto (sempre fatto di tela) dove il ragno attende le prede in agguato, scattando sul lenzuolo quando un insetto viene catturato e trascinandolo all'interno dell'imbuto. L'esemplare non lascia la tela in genere, tuttavia si muove molto velocemente anche al di fuori di essa; una femmina in fuga riesce a coprire, in dieci secondi, 330 volte la dimensione del proprio corpo, ma se supera i 20 secondi di corsa collassa per la fatica.
Preda mosche, falene, grilli e vari altri tipi di insetti, nonché una gran varietà di larve; non è una specie molto vorace, e può nutrirsi anche una sola volta a settimana. Nei confronti dell'uomo, Tegenaria parietina è timida e poco aggressiva e predilige la fuga, non esitando però a mordere qualora messa alle strette; il morso non è molto doloroso e il veleno ha effetti blandi, limitati all'area colpita.
Durante l'accoppiamento, in autunno, il maschio vaga al di fuori della sua tela e, trovata una femmina, convive con essa nella tela anche per qualche giorno prima di accoppiarsi; il maschio muore poche settimane dopo l'unione; la femmina produce le uova dopo circa 45 giorni, depositandole in un ovisacco vicino alla sua tana a imbuto da cui, in primavera, nasceranno dai 40 agli 80 ragnetti.

## Distribuzione
Si tratta di una specie sinantropica, che predilige ambienti freschi e umidi, ed è frequente trovarla nei punti più luminosi di cantine e seminterrati, come bocche di lupo e lucernai, ma abita anche nelle grotte, accanto alla congenere Tegenaria silvestris. 
Specie europea, è segnalata anche in Africa settentrionale e Asia centrale, oltre che in Argentina e Uruguay. In Italia è diffusa sostanzialmente ovunque.